# Duduk
Duduk ou daduk (Դուդուկ), ou oboé arménio, é um instrumento tradicional de sopro de palheta dupla, popular entre os povos cáucasos, do Médio Oriente e Leste Europeu. A palavra de de origem inglesa designa uma série de instrumentos da família incluindo o termo doudouk ou duduk (também tsiranapogh), literalmente "buzina de alperce") em arménio, balaban ou mey na Turquia,  duduki na Geórgia, balaban no Azerbaijão entre outros nomes e definições.

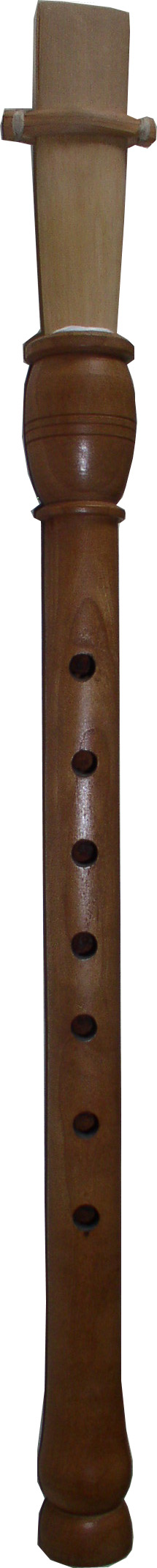
Um duduk

## História
O fabrico do duduk data de há cerca de 3000 anos. Algumas variantes do duduk podem ser encontradas entre os povos iranianos, arménios e do Cáucaso. A música que utiliza o duduk, surgiu nos reinos arménios, em tempos de Tigranes, o Grande (95–55 a.C.)[carece de fontes?]. O instrumento é mencionado em diversos manuscritos arménios da Idade Média.
Há quatro tipos grandes de duduk, com um comprimento que varia entre 24 e 40 cm. Esta variedade permite criar atmosferas diferentes, dependendo do conteúdo da peça e do ambiente em que os músicos tocam. O duduk de 40 cm de comprimento, por exemplo, é considerado o mais adequado para canções de amor, enquanto o menor costuma acompanhar danças. Hoje, os artesãos continuam a criar e experimentar diferentes formas de duduk. Muitos arménios consideram que o duduk é o instrumento mais eloquente para expressar o calor, a alegria e a história da sua comunidade.
Ao longo das últimas décadas, a música arménia de duduk vem perdendo popularidade, particularmente nas áreas rurais, de onde provém. O duduk é tocado cada vez menos nas festas populares, mas mais frequentemente em apresentações públicas por profissionais, o que pode representar uma ameaça à viabilidade e ao caráter tradicional dessa música.